# Alfred von Montenuovo

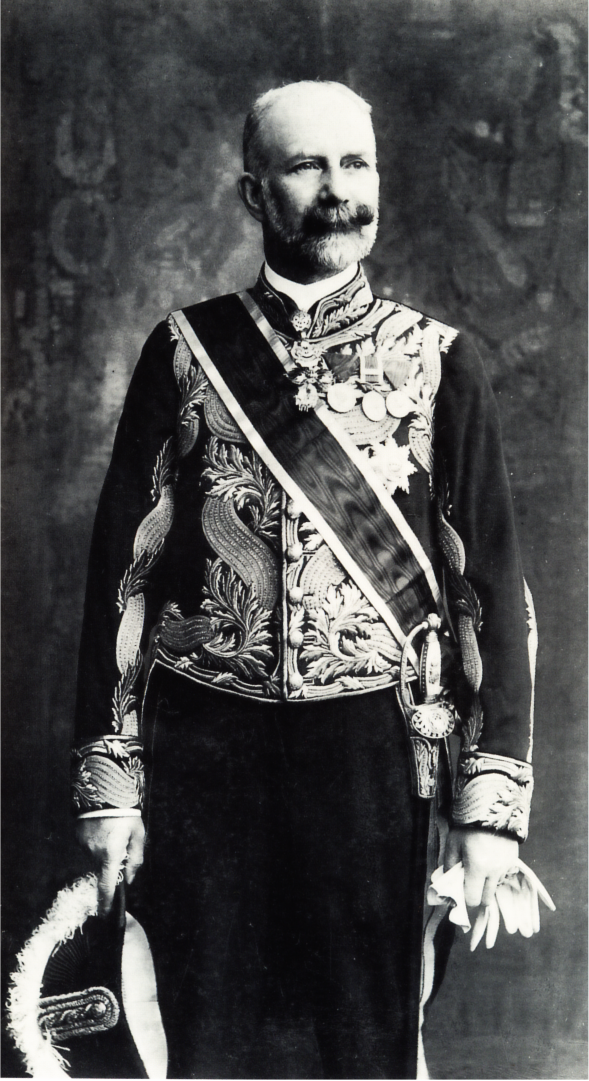
Alfred von Montenuovo in Galauniform für Hofchargen, 1902

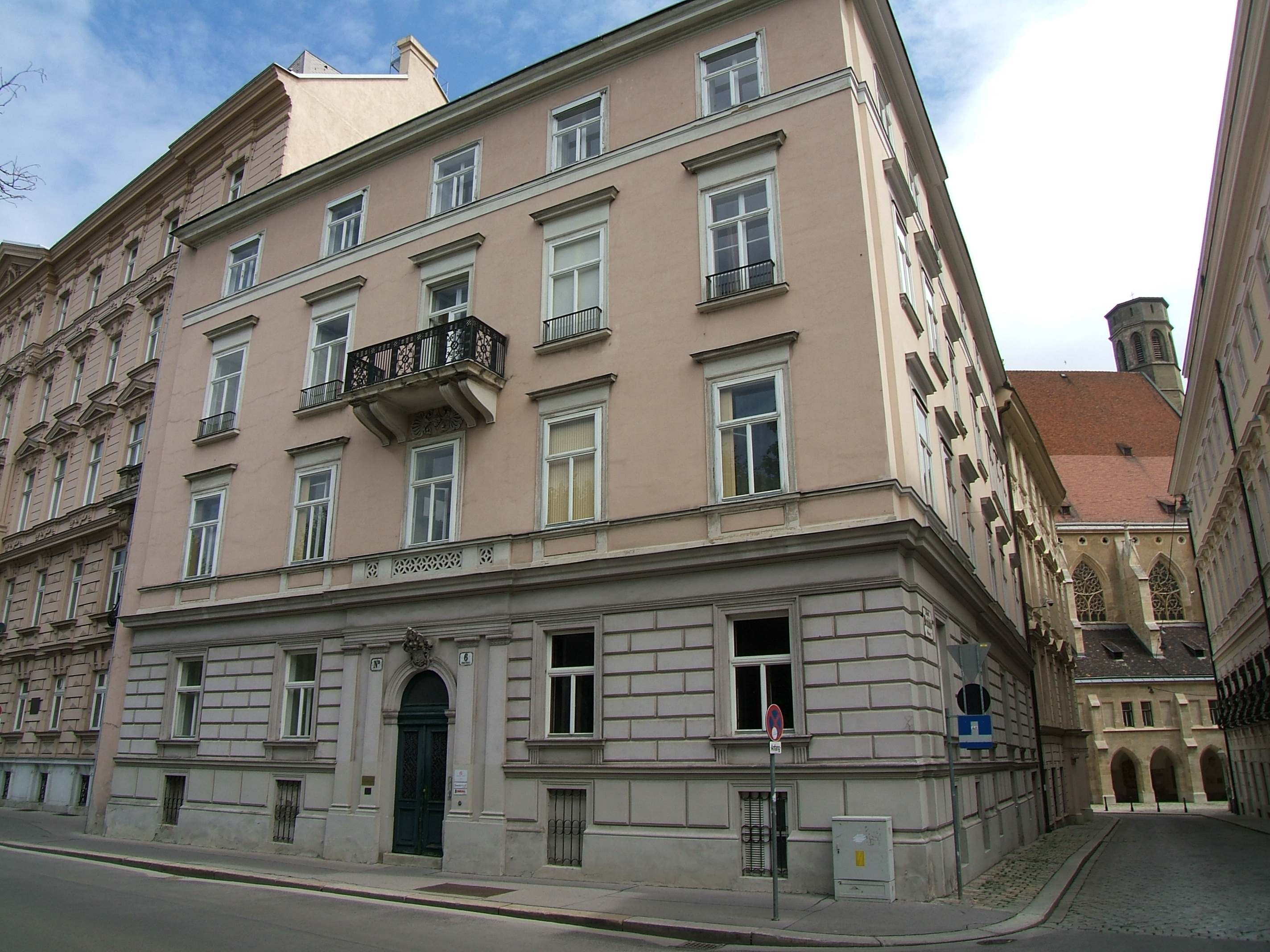
Palais Montenuovo Wien Löwelstraße 6

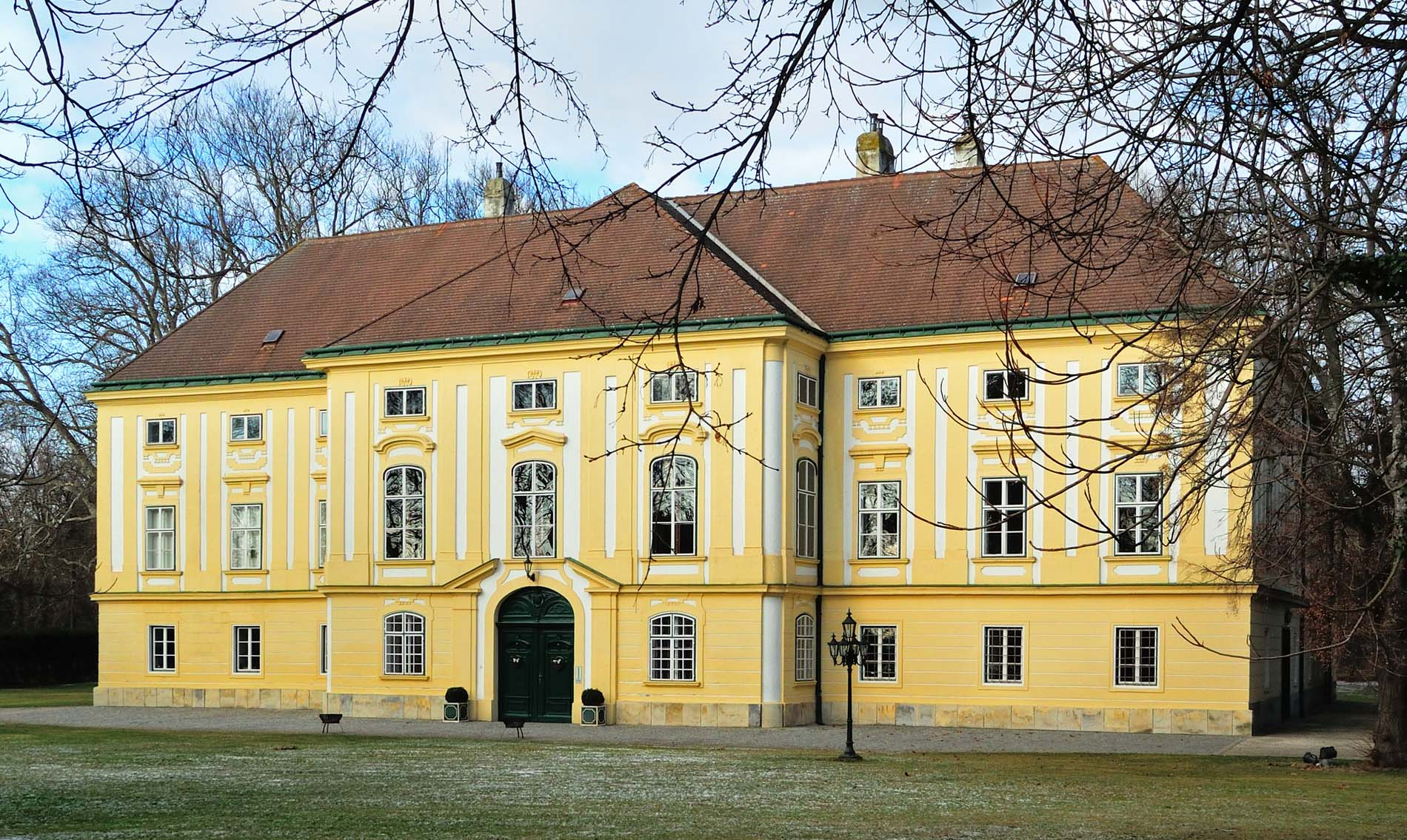
Sein Landsitz Schloss Margarethen am Moos in Niederösterreich

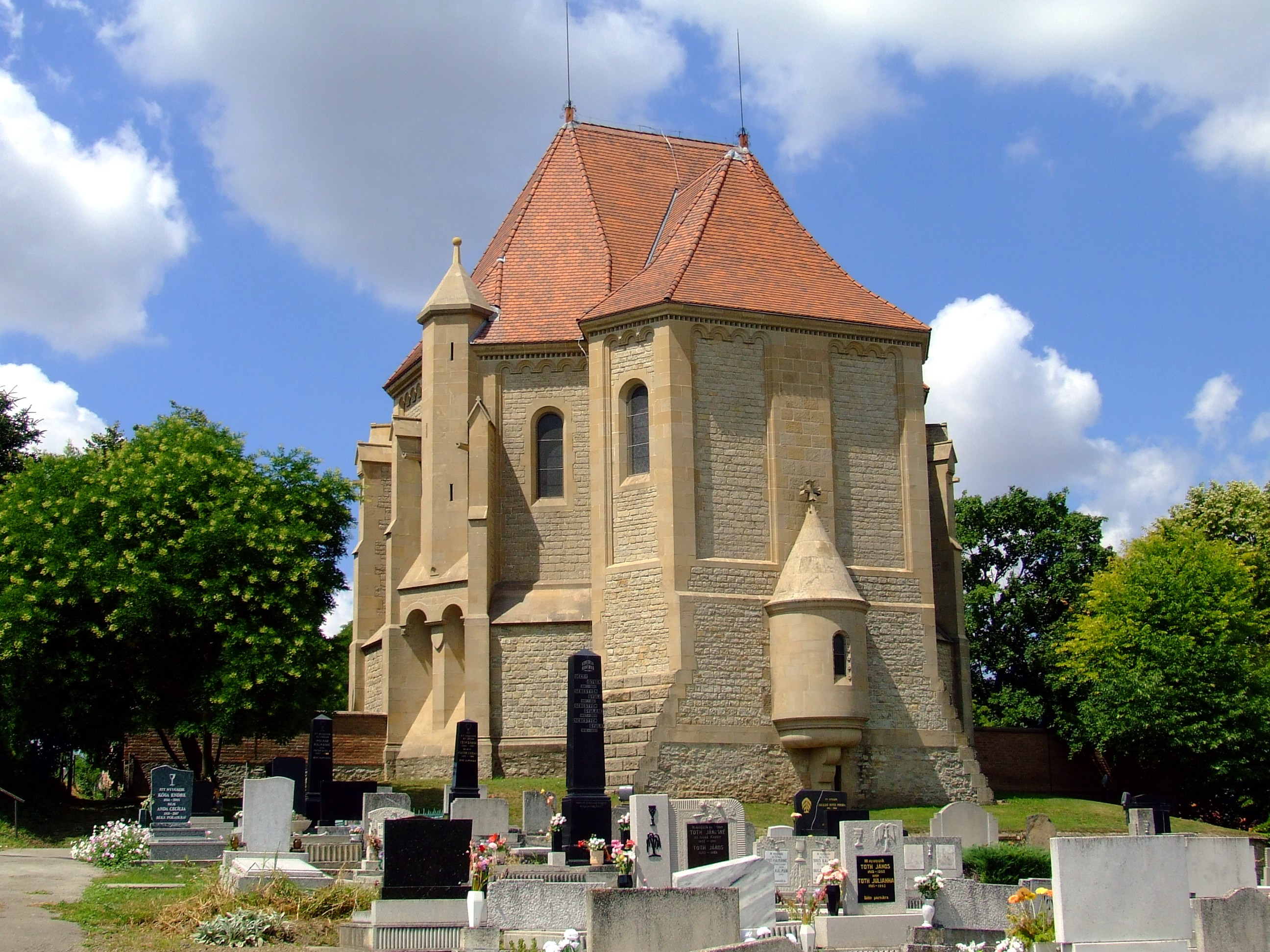
Mausoleum Batthyány-Montenuovo in Bóly

Wappen der Fürsten von Montenuovo

Alfred Fürst von Montenuovo (* 16. September 1854 in Wien; † 6. September 1927 ebenda), der zweite Fürst aus der mit dem Kaiserhaus morganatisch verwandten Familie Montenuovo, war von 1909 bis 1917 Obersthofmeister der österreichischen Kaiser Franz Joseph I. und Karl I.

## Leben
Alfred von Montenuovos Vater war Wilhelm Albrecht von Montenuovo, geborener Neipperg (historische Schreibung für Neuberg), dann Graf Montenuovo (Neuberg auf Italienisch), 1864 von seinem Cousin Franz Joseph I. in den erblichen Fürstenstand erhoben. Der Vater stammte aus der morganatischen Ehe von Erzherzogin Marie-Louise von Österreich, der Witwe des französischen Kaiser Napoleons I. Bonaparte, mit Adam Albert von Neipperg, Angehöriger der fränkisch-schwäbischen Grafen von Neipperg. Alfred von Montenuovos Mutter war Juliana Johanna Marie Stephanie geborene Gräfin Batthyány-Strattmann (* 10. Juni 1827; † 19. November 1871), die seinen Vater am 18. Mai 1850 in Wien heiratete.
Montenuovo studierte an den Universitäten Heidelberg und Bonn Rechts- und Geschichtswissenschaften.
Alfred von Montenuovo nahm 1878 als Ordonnanzoffizier an der Besetzung Bosniens durch österreichisch-ungarische Truppen teil. 1896/97 wurde er Obersthofmeister des Erzherzogs Otto, des jüngeren Bruders von Erzherzog-Thronfolger Franz Ferdinand von Österreich-Este. In dieser Funktion versuchte er vergeblich, die Thronfolgeregelung für Franz Ferdinand, der vorübergehend schwer erkrankte, zugunsten von Otto zu hintertreiben.
1898 wurde er von Franz Joseph I. zum Zweiten Obersthofmeister neben Fürst Rudolf von Liechtenstein ernannt. Aufgrund der krankheitsbedingten Ausfälle Liechtensteins übernahm Montenuovo zumeist dessen Aufgaben und war so de facto bereits damals Erster Obersthofmeister.
Dem Nachruf in der Wiener Zeitung zufolge war Montenuovo für wichtige Bauvorhaben des Hofes verantwortlich, so unter anderem für die Adaptierung von Schloss Schönbrunn zur ganzjährigen Benützbarkeit (Franz Joseph I. verbrachte in seinen letzten Lebensjahren auch die Winter dort) und für den Bau des k.k. Hofmobiliendepots an der Mariahilfer Straße in Wien, das als Möbelmuseum Wien bis heute besteht. Er suchte seinen Einfluss auch auf das Burgtheater auszudehnen, in dem bis dahin die Hofschauspielerin Katharina Schratt, engste Vertraute des Kaisers, die führende Actrice war. Da ihm ihre Freundschaft zum Kaiser ein Dorn im Auge war, sorgte er gemeinsam mit dem neuen Burgtheaterdirektor Paul Schlenther für ihren Abschied, was Franz Joseph nicht verhinderte; doch besuchte dieser danach nie wieder das Burgtheater.
Nach Liechtensteins Tod Ende 1908 ließ ihn der nun schon fast 80-jährige Kaiser 1909 zum Ersten Obersthofmeister aufrücken. Unter Montenuovos Regie wurden bei den Hofbehörden aus Kostengründen verschiedene administrative Reformen durchgesetzt, Sanierungen und Modernisierungen von Wohnsitzen und Verwaltungsgebäuden durchgeführt. Seine persönlichen Interessen galten seinem Landsitz Schloss Margarethen am Moos in Niederösterreich, der Blumenzucht und den Hoftheatern; er protegierte Gustav Mahler als Direktor der Hofoper.
Montenuovo war persönlicher Gegner von Erzherzog-Thronfolger Franz Ferdinand; dem Montenuovo-Nachruf in der Wiener Tageszeitung Neue Freie Presse zufolge sei dies das einzige Thema gewesen, bei dem er seine Zunge nicht im Zaum halten konnte.
Die Gegnerschaft wurde bei der Bestattung des Thronfolgers und seiner Ehefrau Sophie Herzogin von Hohenberg nach dem Attentat von Sarajewo am 28. Juni 1914 in aufsehenerregender Weise sichtbar. Die Särge Franz Ferdinands und Sophies wurden nach der Überführung aus Bosnien in der Kapelle der Wiener Hofburg für lediglich zwei Stunden aufgebahrt. Den Sarg Sophies ließ Montenuovo eine Stufe tiefer stellen als den des Erzherzog-Thronfolgers, um den Rangunterschied beider auch nach ihrem Tod zu betonen. Auf dem Samtkissen vor dem Sarg Sophies lagen (symbolhaft für Hofdamen) ein schwarzer Fächer und ein Paar weiße Handschuhe, keiner ihrer Orden und sonstigen Ehrenzeichen. Vor dem Sarg des Erzherzogs lagen die Embleme seines Rangs, Erzherzogshut, Generalshut, Säbel und Orden. Nach Einbruch der Dunkelheit erfolgte die Überführung nach Schloss Artstetten in Niederösterreich ohne militärisches Geleit oder Trauerparade durch die Wiener städtische Bestattung; die Bevölkerung nahm dennoch Anteil.
In der Wiener Öffentlichkeit war Obersthofmeister Fürst Montenuovo unpopulär. Ihm wurde großer Einfluss auf Kaiser Franz Joseph in dessen letzten Lebensjahren zugeschrieben. Im Februar 1917, drei Monate nach Franz Josephs Tod, wurde Montenuovo von Kaiser Karl I. zugunsten von Konrad zu Hohenlohe-Schillingsfürst aus dem Hofdienst entlassen.
Montenuovo erhielt von Kaiser Franz Joseph I. zahlreiche Auszeichnungen und Beförderungen. 1896 wurde er Geheimer Rat, 1900 Inhaber des Ordens vom Goldenen Vlies (des Hausordens der Dynastie) und 1908 erhielt er das Großkreuz des St. Stephansordens.

## Familie
Montenuovo war seit 1879 mit Franziska Gräfin Kinsky von Wchinitz und Tettau (* 26. Dezember 1861 in Wien; † 11. Juli 1935 in Margarethen am Moos)  verheiratet. Der Ehe entstammten vier Kinder.
Seit April 1919 (Adelsaufhebungsgesetz) war sein amtlicher Name schlicht Alfred Montenuovo. Er starb in seinem Wiener Palais Montenuovo in der Löwelstraße 6 im Stadtzentrum an einem Herzschlag. Sein Leichnam wurde nach Ungarn überführt und in der Familiengruft der Batthyany und Montenuovo in Bóly beigesetzt.
1. Juliana von Montenuovo (* 15. November 1880 in Schloss Margarethen am Moos in Niederösterreich; † 27. Juni 1961 auf Schloss Berg in Starnberg) ⚭ I. Ehe Wien 1903 Dionys Maria Graf Draskovich von Trakostjan (1875–1909) und hatte 1 Tochter, ⚭ II. Ehe 1914 Karl Fürst zu Oettingen-Oettingen und Oettingen-Wallerstein (1877–1930)
  1. Marita bzw. Maria Gräfin Draskovich von Trakostjan (* 8. März 1904 in Wien; † 10. Juni 1969 in Bad Kreuth) verheiratet mit Albrecht Herzog von Bayern (1905–1996)
2. Marie Felizia von Montenuovo (* 20. Oktober 1881 in Schloss Margarethen am Moos in Niederösterreich; † 10. August 1954 in Tegernsee) ⚭ Franz Maria Graf von Ledebur-Wicheln (1877–1954)
  1. Franziska von Ledebur-Wicheln (* 5. June 1912 in Wien; † 1. Februar 2000 in Imbshausen) ⚭ Henning Freiherr von Stralenheim (1912–1996)
  2. Charlotte von Ledebur-Wicheln (* 26. Juli 1913 in Hermanmestetz; † 11. November 1994 in Rottach-Egern) ⚭ Ferdinand Karl de Longueval Graf von Buquoy (1915–1986)
  3. Johann von Ledebur-Wicheln (* 18. Februar 1916 in Wien; † 21. Mai 1945 in Korsør in Dänemark)
3. Alfred Ferdinand von Montenuovo (* 29. Mai 1888 in Schloss Margarethen am Moos in Niederösterreich; † 2. Mai 1951 in Szob (Ungarn), privat 3. und letzter Fürst von Montenuovo) ⚭ Ilona Solymosi de Loós (1895–1988) und hatte folgende Kinder:
  1. Julia von Montenuovo (* 27. September 1930 in Budapest; † 18. Februar 2003 in Wien), Miterbin des Schlosses Margarethen am Moos in Niederösterreich ⚭ seit 11. Mai 1950 mit dem 26 Jahre älteren Gyula Máthé (1904–1976)
  2. Marie-Julie von Montenuovo (* 29. September 1931 in Budapest; † 2. Dezember 1987 in Wien) ⚭ Robert Reithauser (1919–1989)
  3. Franziska von Montenuovo (* 24. Mai 1934 in Budapest; † 25. April 1984 in Wien) Miterbin des Schlosses Margarethen am Moos in Niederösterreich ⚭ Egon Nezsényi (1914–1996)
4. Franziska von Montenuovo (* 22. August 1893 in Schloss Margarethen am Moos in Niederösterreich; † 3. November 1972 in Wels, bestattet in Kirchberg bei Kremsmünster) ⚭ Leopold Prinz von Lobkowicz (1888–1933) und hatte 4 Töchter:
  1. Maria Julia Prinzessin von Lobkowicz (* 25. Februar 1919 in Prag; † 19. Mai 2008 in München) ⚭ Johann Prinz von Thurn und Taxis (1908–1959)
  2. Amalie Prinzessin von Lobkowicz (* 25. Januar 1921 in Unter Berschkowitz; † 3. April 2013 in Wien) ⚭ Franz Prinz zu Schwarzenberg (1913–1992)
  3. Leopoldine Prinzessin von Lobkowicz (* 14. November 1926 in Unter Berschkowitz; † 18. März 2021 in Haliburton in Kanada) ⚭ Jan Maxmilian Graf Dobrženský von Dobrženitz (1911–1996)
  4. Rosa Prinzessin von Lobkowicz (* 21. April 1929 in Prag; † 24. September 1997 in Salzburg)

## Vorfahren
|  |                                                   |  |  |  |  |  |  |  |  |  |  |  |  |
|  | Leopold Graf von Neipperg                         |  |  |  |  |  |  |  |  |  |  |  |  |
|  |                                                   |  |  |  |  |  |  |  |  |  |  |  |  |
|  |                                                   |  |  |  |  |  |  |  |  |  |  |  |  |
|  | Adam Albert Graf von Neipperg                     |  |  |  |  |  |  |  |  |  |  |  |  |
|  |                                                   |  |  |  |  |  |  |  |  |  |  |  |  |
|  |                                                   |  |  |  |  |  |  |  |  |  |  |  |  |
|  | Marie Wilhelmine Gräfin von Hatzfeldt-Wildenburg  |  |  |  |  |  |  |  |  |  |  |  |  |
|  |                                                   |  |  |  |  |  |  |  |  |  |  |  |  |
|  |                                                   |  |  |  |  |  |  |  |  |  |  |  |  |
|  | Wilhelm Albrecht Fürst von Montenuovo             |  |  |  |  |  |  |  |  |  |  |  |  |
|  |                                                   |  |  |  |  |  |  |  |  |  |  |  |  |
|  |                                                   |  |  |  |  |  |  |  |  |  |  |  |  |
|  | Franz II. Kaiser von Österreich                   |  |  |  |  |  |  |  |  |  |  |  |  |
|  |                                                   |  |  |  |  |  |  |  |  |  |  |  |  |
|  |                                                   |  |  |  |  |  |  |  |  |  |  |  |  |
|  | Maria Louise Erzherzogin von Österreich           |  |  |  |  |  |  |  |  |  |  |  |  |
|  |                                                   |  |  |  |  |  |  |  |  |  |  |  |  |
|  |                                                   |  |  |  |  |  |  |  |  |  |  |  |  |
|  | Maria Theresia Prinzessin von Neapel-Sizilien     |  |  |  |  |  |  |  |  |  |  |  |  |
|  |                                                   |  |  |  |  |  |  |  |  |  |  |  |  |
|  |                                                   |  |  |  |  |  |  |  |  |  |  |  |  |
|  | Alfred Fürst von Montenuovo                       |  |  |  |  |  |  |  |  |  |  |  |  |
|  |                                                   |  |  |  |  |  |  |  |  |  |  |  |  |
|  |                                                   |  |  |  |  |  |  |  |  |  |  |  |  |
|  | Ludwig Ernst Fürst Batthyány-Strattmann           |  |  |  |  |  |  |  |  |  |  |  |  |
|  |                                                   |  |  |  |  |  |  |  |  |  |  |  |  |
|  |                                                   |  |  |  |  |  |  |  |  |  |  |  |  |
|  | Johann Baptist Graf Batthyány-Strattmann          |  |  |  |  |  |  |  |  |  |  |  |  |
|  |                                                   |  |  |  |  |  |  |  |  |  |  |  |  |
|  |                                                   |  |  |  |  |  |  |  |  |  |  |  |  |
|  | Maria Elisabeth Gräfin von Pergen                 |  |  |  |  |  |  |  |  |  |  |  |  |
|  |                                                   |  |  |  |  |  |  |  |  |  |  |  |  |
|  |                                                   |  |  |  |  |  |  |  |  |  |  |  |  |
|  | Juliana Johanna Maria Gräfin Batthyány-Strattmann |  |  |  |  |  |  |  |  |  |  |  |  |
|  |                                                   |  |  |  |  |  |  |  |  |  |  |  |  |
|  |                                                   |  |  |  |  |  |  |  |  |  |  |  |  |
|  | Karl Graf Esterházy de Galántha                   |  |  |  |  |  |  |  |  |  |  |  |  |
|  |                                                   |  |  |  |  |  |  |  |  |  |  |  |  |
|  |                                                   |  |  |  |  |  |  |  |  |  |  |  |  |
|  | Maria Theresia Gräfin Esterházy de Galántha       |  |  |  |  |  |  |  |  |  |  |  |  |
|  |                                                   |  |  |  |  |  |  |  |  |  |  |  |  |
|  |                                                   |  |  |  |  |  |  |  |  |  |  |  |  |
|  | Elisabeth Gräfin Festetics de Tolna               |  |  |  |  |  |  |  |  |  |  |  |  |
|  |                                                   |  |  |  |  |  |  |  |  |  |  |  |  |
|  |                                                   |  |  |  |  |  |  |  |  |  |  |  |  |

## Rezeption
Karl Kraus befasste sich in seiner ab 1915 entstandenen und ab 1918 publizierten Tragödie Die letzten Tage der Menschheit in der 3. bis 9. Szene des Vorspiels mit Montenuovos Büroleiter Hofrat Nepalleck in der Situation unmittelbar nach der Ermordung von Thronfolger Franz Ferdinand und ließ in der 6. und 7. Szene Montenuovo selbst kurz auftreten. Der Fürst vertreibt einen vorsprechenden Kammerdiener des Thronfolgers mit den Worten Sie, schaun Sie, dass Sie weiter kommen! Hier findet keiner von euch einen Posten, verduften, gschwind! und weist seinen Büroleiter kurz an: Daß mir keine von den Belvedere-Visagen hier unterkommt! (Das Schloss Belvedere war Franz Ferdinands Wohnsitz und Arbeitsort.)
Die Erinnerung an Montenuovo in den folgenden Generationen wurde beeinflusst durch eine Porträtierung in Max Ophüls’ 1939 entstandenem Liebesfilm Von Mayerling nach Sarajevo, der das Leben von Franz Ferdinand und Sophie nachzeichnet. Hier erscheint Montenuovo, gespielt von Aimé Clariond, als Intrigant, der dem fortschrittlichen Thronfolger, gegen den er aus reaktionärer Verbohrtheit und sonstiger Aversion persönlichen Groll hegt, mit allerlei Ränken nachstellt und versucht, dessen Liebesglück zu zerstören.